# Ванака (озеро)
Ванака (англ. Lake Wanaka) — озеро в Новій Зеландії в регіоні Отаго. Розташоване на висоті 300 метрів над рівнем моря. Має площу 192 км². Четверте за площею озеро Нової Зеландії.
Озеро розкинулось в центральній частині Південного острова на північ від однойменного міста. З усіх боків оточене Південними Альпами — гірським пасмом заввишки до 3000 метрів, при цьому із західного боку місцевість більш гориста, ніж зі східного. Озеро лежить в долині, що утворилася внаслідок льодовикової ерозії під час останнього льодовикового періоду близько 10 тисяч років тому. Береги на південному заході й південному сході пологі. З півночі в озеро впадає річка Макарора, з південного заходу — Матукітукі. З південно-східної його частини витікає річка Клута. Вздовж південно-східного берега лежить місто Ванака. На захід від озера проходить шосейна дорога, що практично впритул прилягає до північної частини водойми. Поблизу розташована озеро Гавеа, яке також лежить в паралельній долині, виритій льодовиком. Мінімальна відстань між двома озерами становить лише близько 1000 м.

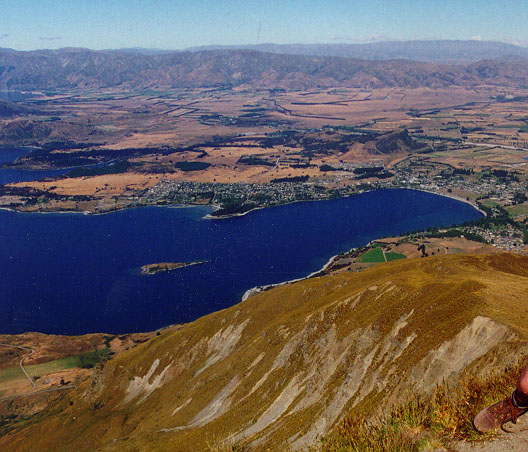
Південна частина озера Ванака

Має витягнуту з півдня на північ форму 42 км завдовжки і від 2,5 до 4,5 км завширшки в середній і північній частинах (14 кілометрів у розширеній південній частині). Береги озера відносно рівні в центральній і північній частинах, у південній частині порізані кількома невеликими вузькими затоками. У південній частині лежать кілька островів розміром до 2,2 кілометра. Багато з них є екологічними заповідниками. Середня глибина становить 300 м.
Клімат в районі озера помірний, середня денна температура в січні дорівнює 26,1 °C, в липні — 10,1 °C. Мінімальна температура в січні може досягати 1,4 °C, у червні — −8,2 °C. Середньорічна кількість опадів досягає 682 мм (досить низький показник порівняно з сусідніми регіонами Фіордлендом і Уест-Костом). Вітри зазвичай дують на північний захід.
Традиційними жителями району, в якому розташоване озеро, є представники корінного новозеландського народу маорі. Першим європейцем, що досяг Уанака, вважають Натаніела Чалмерса (сталося це в 1853 року). У супроводі маорі він пройшов від Тутурау (Саутленд) до озера через річку Каварау. Потім спустився до місця перебування на човні по річці Клута. Близько 1859 року інші європейські дослідники виявили в довколишній долині Макарора зруйноване маорійське село. В 1861 році на південній околиці озера з'явилися перші вівчарські ферми. На початку XXI ст. озеро Ванака — відомий новозеландський курорт. Нерухомість в районі озера дуже дорога, вартість будинку може сягати декількох мільйонів євро. Розташовані поблизу гори приваблюють також любителів лижного спорту.
Назва озера походить з маорійської мови. При цьому його правильне написання — Оанака. У перекладі з мови маорі означає «місце, де перебуває Анака» (Анака — місцевий племінний вождь).